# USS Tennessee (BB-43)
O USS Tennessee foi um couraçado operado pela Marinha dos Estados Unidos e a primeira embarcação da Classe Tennessee, seguido pelo USS California. Sua construção começou em meados de maio de 1917 no Estaleiro Naval de Nova Iorque e foi lançado ao mar em abril de 1919, sendo comissionado na frota norte-americana em junho do ano seguinte. Seu projeto era praticamente uma repetição dos couraçados anteriores da Classe New Mexico e era armado com uma bateria principal composta por doze canhões de 356 milímetros montados em quatro torres de artilharia triplas, tinha um deslocamento carregado de mais de 33 mil toneladas e alcançava uma velocidade máxima de 21 nós.
O Tennessee teve um início de carreira tranquilo e passou as décadas de 1920 e 1930 realizando principalmente exercícios de treinamento de rotina junto com o resto da frota. Ele estava atracado em Pearl Harbor em 7 de dezembro de 1941 quando a base foi atacada pelo Japão, mas não foi seriamente danificado. O navio operou na Costa Oeste em 1942 e no ano seguinte foi amplamente reconstruído e modernizado para a Guerra do Pacífico. O Tennessee atuou principalmente em deveres de bombardeio litorâneo e defesa antiaérea, participando primeiro da Campanha das Ilhas Aleutas e depois das Campanhas das Ilhas Gilbert e Marshall e Ilhas Marianas e Palau entre 1943 e 1944.
A embarcação continuou nas mesmas funções durante a Campanha das Filipinas, participando no final de outubro da Batalha do Estreito de Surigao, quando fez parte da linha de batalha norte-americana e enfrentou e ajudou a afundar uma força de couraçados japoneses. Depois disso o Tennessee envolveu-se em bombardeios nas Batalhas de Iwo Jima e Okinawa na primeira metade de 1945, operando no Mar da China Meridional durante os últimos meses da guerra. Após a rendição do Japão envolveu-se nos estágios iniciais da ocupação. Voltou para casa e foi descomissionado em fevereiro de 1947, permanecendo inativo na reserva até ser descartado em março de 1959 e desmontado pouco depois.

## Características
A Classe Tennessee foi autorizada pelo Congresso dos Estados Unidos em 3 de março de 1915 e era em essência uma repetição da predecessora Classe New Mexico. As principais diferentes entre as duas eram pontes de comando maiores, maior elevação para os canhões da bateria principal e realocação da bateria secundária para o convés superior.
O Tennessee tinha 190 metros de comprimento de fora a fora, boca de 29,69 metros e calado de 9,19 metros. Seu deslocamento projetado era de 32 818 toneladas e o deslocamento carregado era de 33 723 toneladas. Seu sistema de propulsão tinha oito caldeiras Babcock & Wilcox a óleo combustível que giravam dois geradores elétricos Westinghouse, que por sua vez proporcionavam energia para quatro turinas a vapor General Electric, cada uma girando uma hélice. A potência indicada era de 29 mil cavalos-vapor (21,3 mil quilowatts), o que garantia uma velocidade máxima de 21 nós (39 quilômetros por hora). Tinha uma autonomia de oito mil milhas náuticas (quinze mil quilômetros) a uma velocidade de dez nós (dezenove quilômetros por hora). Sua tripulação originalmente era formada por 57 oficiais e 1 026 marinheiros. Foi construído com dois mastros de treliça com plataformas de observação no topo para suas armas.
Sua bateria principal consistia em doze canhões Marco 4 calibre 50 de 356 milímetros montados em quatro torres de artilharia triplas na linha central, duas na frente e duas a ré da superestrutura, em ambos os casos com uma torre sobreposta a outra. A bateria secundária tinha catorze canhões calibre 51 de 127 milímetros montadas em casamatas individuais à meia-nau na superestrutura, mais quatro canhões calibre 50 de 76 milímetros. Além disso, o Tennessee foi equipado com dois tubos de torpedo submersos de 533 milímetros, um em cada lateral do navio. Seu cinturão principal de blindagem tinha entre 203 e 343 milímetros de espessura, enquanto o convés blindado principal tinha 89 milímetros. As torres de artilharia tinham frentes de 457 milímetros, laterais de 254 milímetros, traseira de 229 milímetros e tetos de 127 milímetros, ficando em cima de barbetas com 330 milímetros de espessura. A torre de comando era protegida por laterais de 406 milímetros.

## História

### Tempos de paz

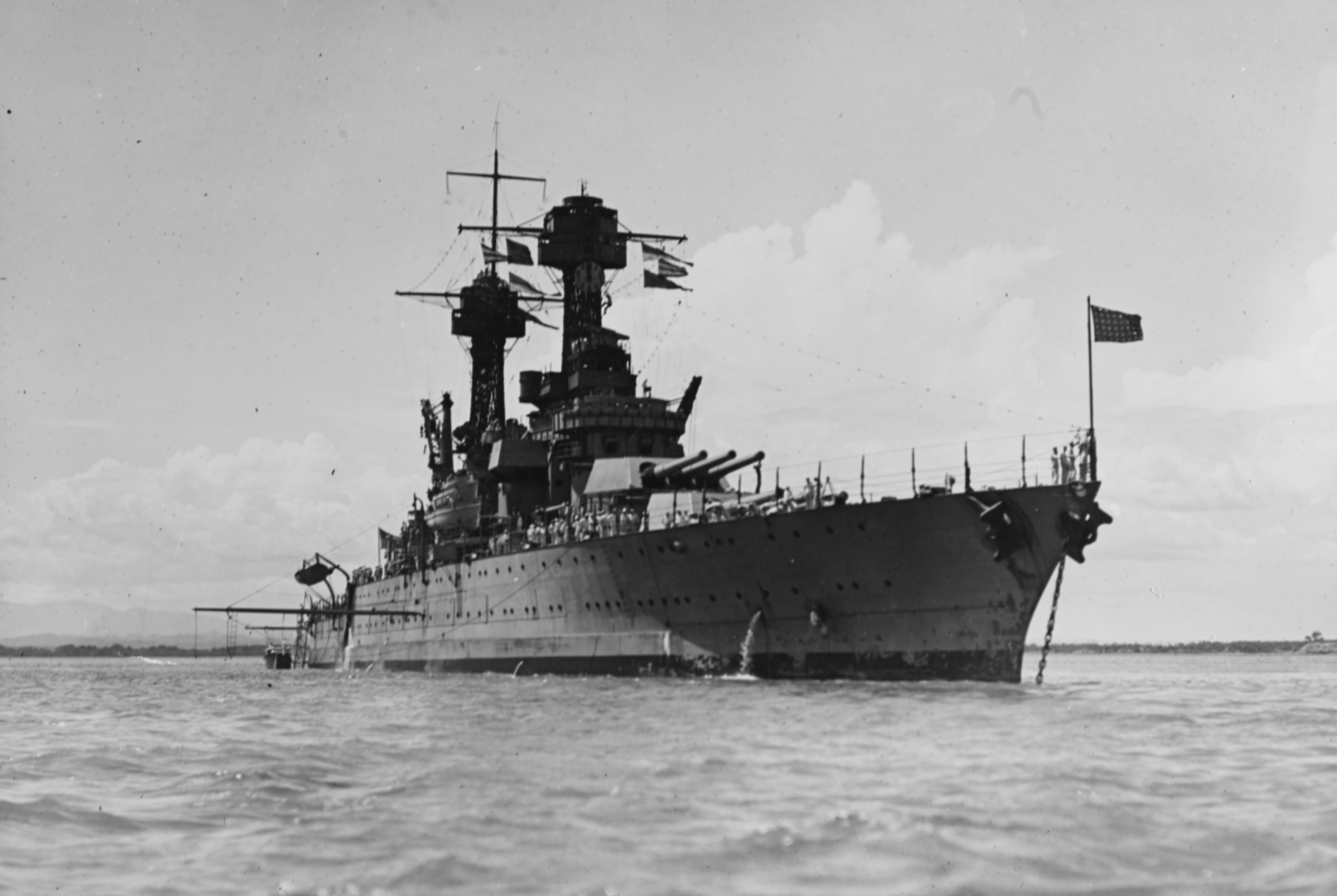
O Tennessee em fevereiro de 1921 na Baía de Guantánamo durante seus testes

O batimento de quilha do Tennessee ocorreu em 14 de maio de 1917 no Estaleiro Naval de Nova Iorque. Seu casco completo foi lançado ao mar em 30 de maio de 1919 e batizado por Helen Lenore Roberts, filha de Albert H. Roberts, o Governador do Tennessee. O processo de equipagem começou em seguida e o navio foi comissionado na frota norte-americana em 3 de junho de 1920, com o capitão Richard H. Leigh como seu primeiro oficial comandante. O couraçado começou seus testes marítimos no Estuário de Long Island, durando de 15 a 23 de outubro. Ele estava ancorado em Nova Iorque no dia 30 quando um de seus geradores elétricos explodiu e destruiu uma das turbinas, também ferindo dois tripulantes. Reparos foram realizados e problemas com seu sistema de propulsão identificados nos testes marítimos foram corrigidos, com o Tennessee partindo em 26 de fevereiro de 1921 para mais testes na Baía de Guantánamo em Cuba. Em seguida navegou para o norte até Hampton Roads, na Virgínia, onde chegou em 19 de março. Prosseguiu para Dahlgren a fim de realizar treinamentos de artilharia para calibrar seus canhões. Seguiu-se um período de manutenção em Boston, em Massachusetts, onde dois de seus canhões de 127 milímetros foram removidos, e então o couraçado foi para Rockland, no Maine, para testes de potência. A embarcação foi considerada apta para o serviço e fez uma parada em Nova Iorque antes de seguir para o sul, atravessando o Canal do Panamá e juntando-se em 17 de junho à Força de Couraçados da Frota do Pacífico em Los Angeles, na Califórnia.
A Frota do Pacífico foi renomeada como Frota de Batalha em 1922 e depois como Força de Batalha em 1931. Seus navios realizaram no decorrer das décadas de 1920 e 1930 uma rotina padrão de diferentes exercícios de treinamento, manutenção periódica em um estaleiro e os anuais Problemas de Frota. Estes começaram em 1923 e tipicamente envolviam a maioria das principais unidades da Marinha dos Estados Unidos em uma variedade de jogos de guerra táticos e estratégicos, sendo realizados em locais diferentes, incluindo o Mar do Caribe, a área ao redor da Zona do Canal do Panamá e os Oceanos Pacífico e Atlântico. O Tennessee tinha participado no início de 1922 de manobras com a frota no Caribe em que as frotas do Pacífico e Atlântico se combinaram para exercícios de treinamento em grande escala. As manobras incluíram elementos da frota simulando ataques e defesas da Zona do Canal do Panamá, Porto Rico e da Base Naval da Baía de Guantánamo. A Frota do Pacífico voltou para sua base em abril. O couraçado ganhou a primeira posição de artilharia mais precisa dentre as unidades da Frota de Batalha em 1922 e 1923, mais o Prêmio de Eficácia de Batalha em 1923 e 1924.

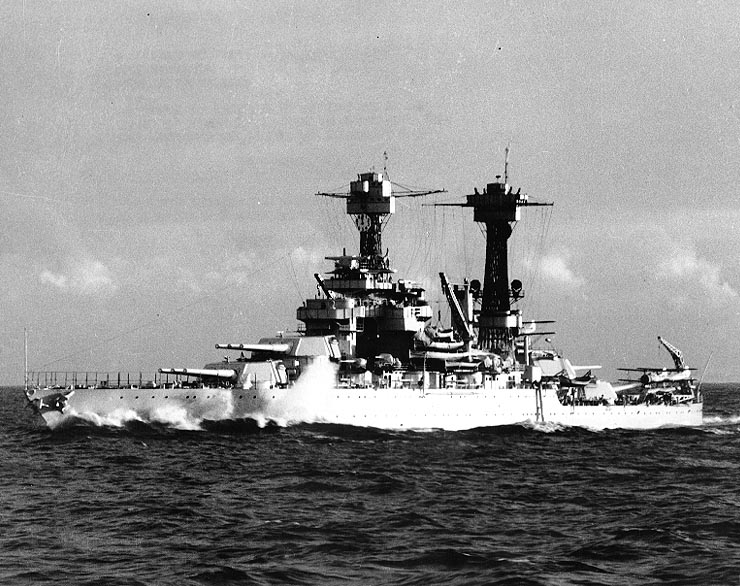
O Tennessee na década de 1930

Os Problemas de Frota estabeleceram as fundações das campanhas da Marinha dos Estados Unidos posteriormente na Guerra do Pacífico; dentre as lições aprendidas estava a importância do desenvolvimento de uma força de porta-aviões,que mostrou-se que poderia ser mais do que apenas um elemento de reconhecimento. Operações combinadas também revelaram que os lentos couraçados de 21 nós eram um impedimento significativo para os muito mais velozes porta-aviões, o que depois levo ao desenvolvimento dos couraçados rápidos da Marinha dos Estados Unidos. A Frota de Batalha realizou exercícios em 1925 conjunto com o Exército dos Estados Unidos a fim de avaliar as defesas de Pearl Harbor, no Havaí, como parte do Problema de Frota V, que também inclui manobras próximas do litoral da Califórnia. Mais tarde no mesmo ano a frota cruzou o Pacífico para fazer uma visita diplomática à Austrália e Nova Zelândia. Os navios voltaram para Los Angeles em setembro. Uma visita de três meses ao Havaí começou em abril de 1927. Uma catapulta para lançamento de hidroaviões de reconhecimento e um guindaste foram instalados na popa do Tennessee em 1928.
Sua bateria antiaérea original de armas de 76 milímetros foi removida entre 1929 e 1930 e substituída por oito canhões calibre 25 de 127 milímetros em montagens únicas. Os Problemas de Frota X e XI foram realizados no Caribe em março e abril de 1930, com o Tennessee visitando Nova Iorque por um mês depois disso até partir de volta para o Pacífico em 19 de maio. No mês seguinte foi fazer uma viagem pelo Havaí que durou catorze meses, finalmente retornando para a Califórnia em fevereiro de 1932. Pelo próximo um ano e meio a embarcação realizou operações de rotina no litoral da Costa Oeste, retornando para o Atlântico em outubro de 1934 para mais treinamentos. O restante da década de 1930 seguiu a tradicional rotina de atividades. Por volta de 1935 foi equipado com oito metralhadoras M2 Browning de 12,7 milímetros. Dois canhões de 76 milímetros foram reinstalados em 1940, um de cada lado da superestrutura dianteira.
O Problema de Frota XXI foi o último da série pré-guerra e ocorreu em 1940. O presidente Franklin D. Roosevelt ordenou pouco depois disso que toda a Força de Batalha se transferisse de seu porto de chamada de Los Angeles para Pearl Harbor em resposta às tensões cada vez maiores com o Japão devido ao andamento da Segunda Guerra Sino-Japonesa. Roosevelt esperava que essa mudança dissuadisse um maior expansionismo japonês. Tennessee passou por reparos no Estaleiro Naval de Puget Sound antes de seguir para o Havaí, onde chegou em 12 de agosto. O Problema de Frota XXII estava marcado para o início de 1941, porém foi cancelado devido à Segunda Guerra Mundial. O navio passou 1941 em operações de treinamento em pequena escala, estando ancorado em dezembro em Pearl Harbor com o resto da frota.

### Segunda Guerra Mundial

#### Pearl Harbor

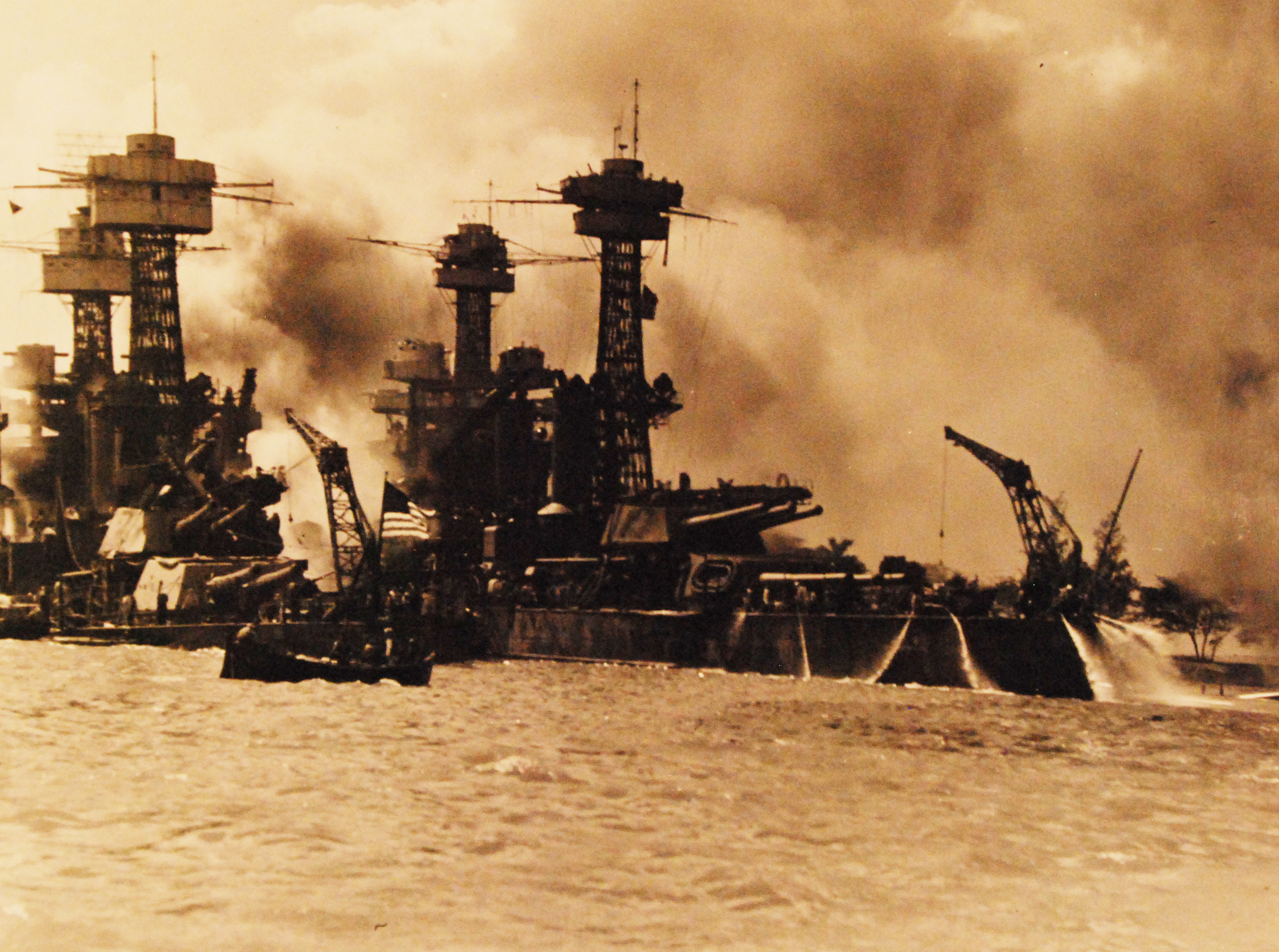
O Tennessee (direita) ao lado do West Virginia após o Ataque a Pearl Harbor

Os couraçados da Força de Batalha estavam atracados próximos da Ilha Ford em Pearl Harbor na manhã de 7 de dezembro de 1941 quando a base foi atacada pelo Japão. O Tennessee estava ancorando ao lado do USS West Virginia, com o USS Maryland à frente, o USS Oklahoma ao lado deste e o USS Arizona a ré. As primeiras aeronaves japonesas apareceram por volta das 7h55min e iniciaram um ataque surpresa, fazendo a tripulação do Tennessee ir para seus postos de combate; demorou cinco minutos para os tripulantes começarem a disparar suas armas antiaéreas. O navio recebeu ordens de partir para responder ao ataque, porém os outros couraçados ao seu redor receberam danos incapacitantes antes que sua tripulação conseguisse fazer seu navio se mexer. O West Virginia foi torpedeado várias vezes e afundou, já o Oklahoma também foi torpedeado e emborcou. Bombardeiros de mergulho chegaram pouco depois e caças metralharam as baterias antiaéreas do navio. O Arizona explodiu depois de uma bomba perfurante ter detonado seu depósito de munição, espalhando óleo combustível em chamas na água. A explosão também fez chover óleo em chamas na popa do Tennessee, com este rapidamente ficando cercado por fogo, que foi alimentado ainda mais pelo óleo vazando do West Virginia.
Bombardeiros japoneses acertaram o Tennessee duas vezes às 8h20min. As duas bombas eram projéteis navais de 410 milímetros convertidos em bombas, porém eles não detonaram corretamente. A primeira penetrou parcialmente o teto da terceira torre de artilharia e não explodiu, mas enviou fragmentos para dentro da torre que incapacitou um de seus canhões. A segunda bomba acertou o canhão do meio da segunda torre de artilharia e explodiu, enviando estilhaços pelo ar que feriram mortalmente o capitão Mervyn S. Bennion, o oficial comandante do West Virginia, que tinha acabado de ir para a ponte aberta de seu navio. A explosão incapacitou os três canhões da torre. Nenhuma das bombas infligiu danos sérios, mas os depósitos de munição foram inundados para evitar o risco do fogo a bordo e ao redor se espalhar e inflamar as cargas de propelentes. A tripulação conseguiu controlar os incêndios a bordo do às 10h30min, porém o óleo na água ao redor continuou a queimar por mais dois dias. O Tennessee ligou suas hélices a uma velocidade de cinco nós (9,3 quilômetros por hora) em uma tentativa de afastar o óleo para longe da embarcação. Seus artilheiros antiaéreos foram creditados no decorrer da batalha por terem abatido ou ajudado a derrubar cinco aeronaves japonesas.
O Tennessee permaneceu preso no meio dos couraçados afundados até o Maryland ser libertado em 9 de dezembro; este tinha ficado preso entre seu cais e os destroços emborcados do Oklahoma. Os cais no qual o Tennessee tinha sido atracado precisaram ser demolidos para permitir que ele fosse rebocado para fora, pois o afundado West Virginia tinha similarmente prensado o navio contra eles. Este trabalho foi finalizado em 16 de dezembro, permitindo que o couraçado fosse lentamente rebocado para longe do Oklahoma e West Virginia. Foi levado ao Estaleiro Naval de Pearl Harbor para reparos temporários. Os incêndios entortaram placas do casco, danificaram emendas e afrouxaram rebites, com tudo isso precisando ser consertado antes que o navio pudesse seguir para reparos. Seu casco foi deixado estanque novamente e sua terceira torre de artilharia remendada em alguns dias, permitindo que o Tennessee partisse em 20 de dezembro para reparos permanentes no Estaleiro Naval de Puget Sound. Ele fez a viagem na companhia do Maryland e do couraçado USS Pennsylvania, ambos os quais também não tinham sido seriamente danificados no ataque. Os três foram escoltados por quatro contratorpedeiros.

#### Reparos e modernização
O Pennsylvania deixou o Tennessee e Maryland no caminho e seguiu para reparos no Estaleiro Naval da Ilha Mare, com os outros dois continuando para Puget Sound, em Washington. Eles chegaram no estaleiro em 29 de dezembro, onde trabalhos de reparos permanentes e modernização começaram. Partes das placas do casco e fiações elétricas do Tennessee que tinham sido danificadas por incêndio foram substituídas, com seu mastro de trelisa de ré sendo substituído por uma pequena torre. Suas metralhadoras M2 foram substituídas por dezesseis canhões de 28 milímetros em montagens quádruplas e catorze canhões automáticos Oerlikon de 20 milímetros em montagens únicas. Seus antigos canhões principais Marco 4 foram substituídos pelos mais modernos Marco 11. Os trabalhos foram finalizados no final de fevereiro de 1942 e o navio seguiu em 25 de fevereiro com o Maryland e o couraçado USS Colorado. Os três navegaram para São Francisco, na Califórnia, onde juntaram-se à Força Tarefa 1, comandada pelo contra-almirante William S. Pye. As embarcações então iniciaram uma série de manobras de treinamento que duraram por vários meses a fim de prepará-los para campanhas no Pacífico.
A Força Tarefa 1 foi para o mar em 5 de junho imediatamente depois da vitória na Batalha de Midway com o objetivo de se defender de uma possível incursão da frota japonesa após sua derrota na batalha. Este ataque nunca se materializou e os navios retornaram para São Francisco no dia 14. A Força Tarefa 1 partiu novamente em 1º de agosto para mais exercícios treinamentos, com o Tennessee e os outros navios escoltando o porta-aviões USS Hornet para Pearl Harbor no final do mês, chegando no dia 14. O Hornet estava à caminho da Campanha de Guadalcanal, porém o Tennessee e o resto da Força Tarefa 1 não foram enviados junto porque consumiam muito óleo combustível; na época a frota tinha à disposição apenas sete navios-tanque para operações, insuficiente para abastecer os porta-aviões e os couraçados da Força Tarefa 1. Em vez disso o Tennessee retornou para o Estaleiro Naval de Puget Sound para ser reconstruído. Nessa época seu irmão USS California também tinha sido levado para Puget Sound a fim de ser completamente reconstruído depois de ser danificado em Pearl Harbor e a marinha decidiu que o Tennessee deveria passar por uma reconstrução similar.

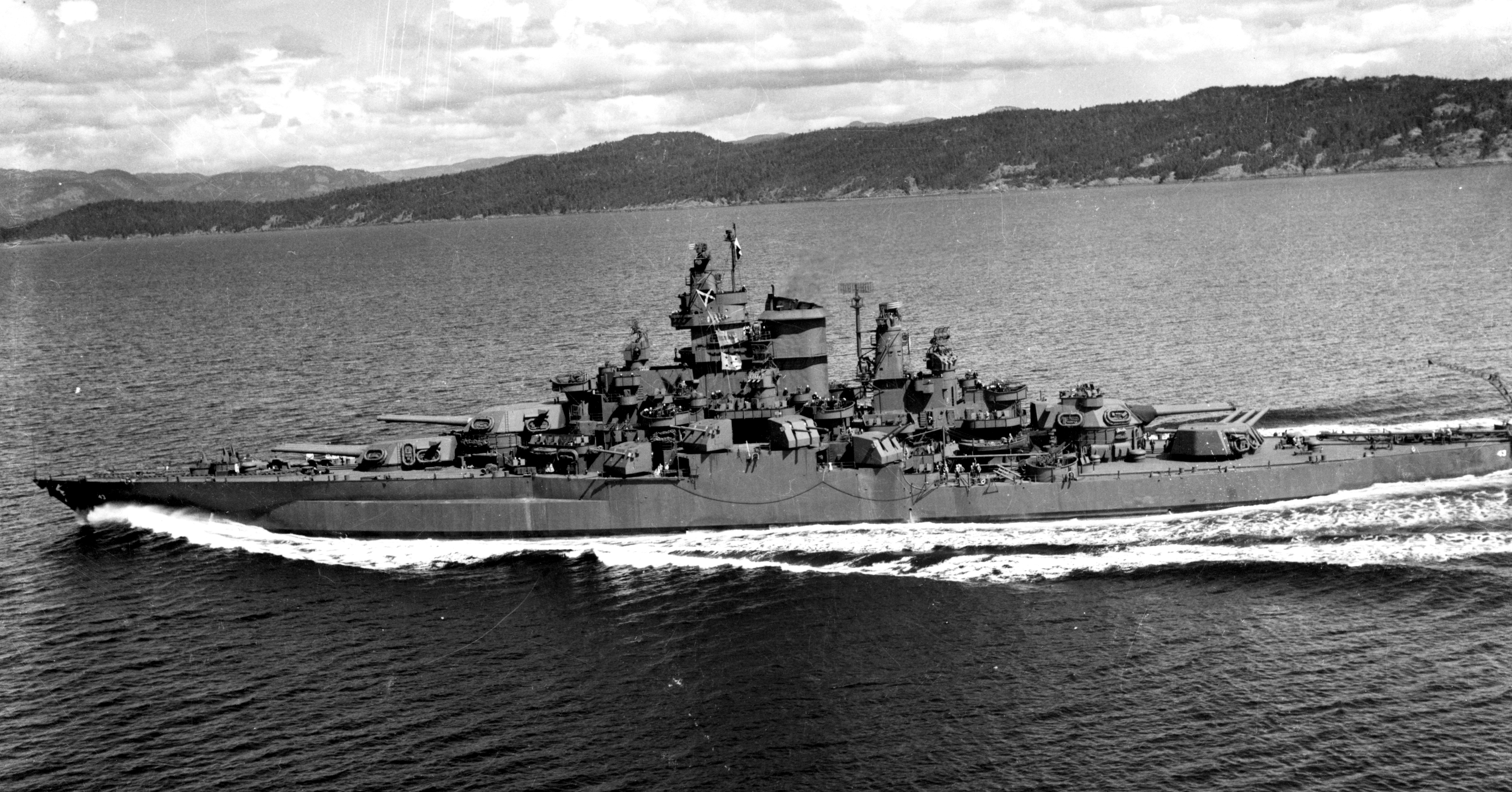
O Tennessee em 12 de maio de 1943 em Puget Sound depois de sua reconstrução

Os trabalhos duraram quase um ano a alteraram radicalmente o navio. Novas protuberâncias antitorpedo foram adicionadas ao casco e sua compartimentalização interior foi melhorada com o objetivo de fortalecer sua resistência contra danos subaquáticos. Sua superestrutura foi completamente reconstruída, com a antiga e pesada torre de comando blindada sendo removida e substituída por uma torre menor que tinha o objetivo de reduzir a interferência nos arcos de fogo dos canhões antiaéreos. A nova torre tinha sido removida de um dos cruzadores rápidos da Classe Brooklyn que recentemente também tinha sido reconstruído. O mastro dianteiro foi substituído por um mastro de torre que abrigava a ponte de comando e o diretório da bateria principal, com a segunda chaminé sendo removida e a exaustão de suas caldeiras sendo desviada para a chaminé dianteira alargada. Sua proteção horizontal foi fortalecida consideravelmente para melhorar sua resistência contra ataques aéreos, com 76 milímetros de aço de tratamento especial sendo adicionados ao convés sobre os depósitos de munição e 51 milímetros do mesmo aço em outras áreas.
Os armamentos também foram revisados. Recebeu um radar de varredura aérea e radares de controle de disparo para suas baterias principal e secundária, com esta tendo sido completamente substituída em favor de uma bateria uniforme de dezesseis canhões calibre 38 de 127 milímetros em oito torres duplas. Estas eram controladas por quatro diretórios Marco 37. A bateria antiaérea leve passou a ter quarenta canhões Bofors de 40 milímetros em montagens quádruplas e 53 canhões Oerlikon de 20 milímetros. As alterações dobraram sua tripulação, que passou a ser de 114 oficiais e 2 129 marinheiros. O Tennessee voltou ao serviço em 7 de maio de 1943 com uma tripulação principalmente de alistados recentes e iniciou testes marítimos em Puget Sound. Partiu em 22 de maio para juntar-se à frota em Los Angeles.

#### Ilhas Aleutas

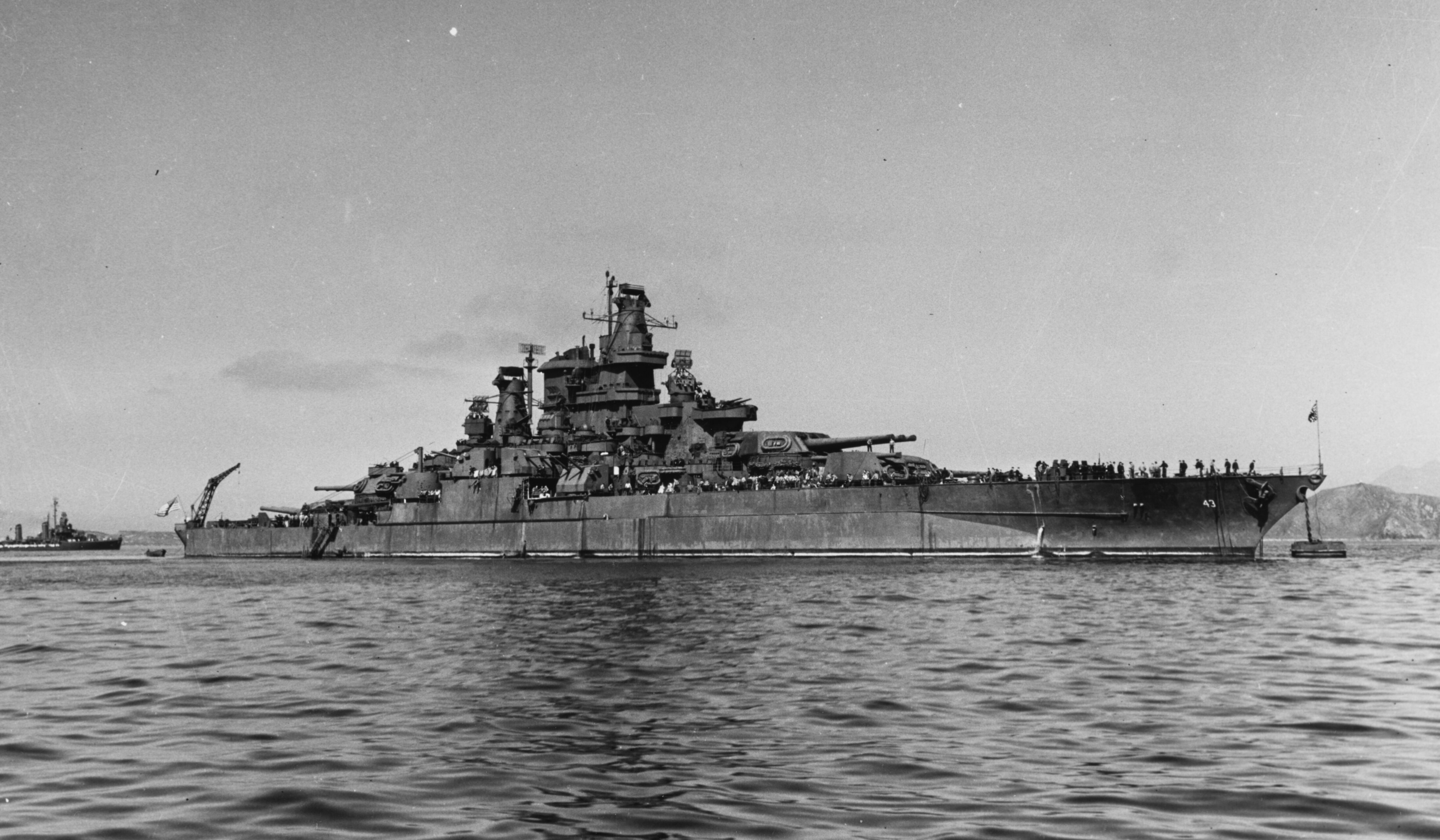
O Tennessee ancorado em Adak nas Ilhas Aleutas em 12 de agosto de 1943

O Tennessee e o cruzador pesado USS Portland deixaram Los Angeles em 31 de maio e seguiram para Adak, no Alasca, onde chegaram no 9 de junho. O contra-almirante Howard Kingman, comandante da Divisão de Couraçados 2, subiu a bordo do couraçado assim que este chegou no local. O navio se juntou à Força Tarefa 16, que tinha sido organizada para apoiar a Campanha das Ilhas Aleutas a fim de reconquistar as ilhas Attu e Kiska dos japoneses. A força tarefa já tinha retomado Attu na época da chegada do Tennessee, assim este inicialmente ficou encarregado de patrulhar a área à procura de forças inimigas que pudessem lançar alguma espécie de contra-ataque. Operadores de radar, incluindo aqueles a bordo do couraçado, não estavam familiarizados com a operação dos novos equipamentos e realizaram alarmes falsos de contatos inimigos repetidas vezes no meio da neblina que cobria a área. Os supostos contatos inimigos eram na realidade ilhas distantes que pareciam ser navios muito mais próximos nos radares. Estes relatórios falsos culminaram na Batalha dos Pontos no final de julho, porém o Tennessee não se envolveu no incidente.
A embarcação recebeu ordens em 1º de agosto para se juntar ao bombardeio pré-invasão de Kiska. Ele navegou para sua posição às 13h10min junto com o couraçado USS Idaho e três contratorpedeiros. O Tennessee diminuiu sua velocidade, desenrolou seus paravanes para cortar os cabos de quaisquer minas navais que pudessem estar na área e lançou seus hidroaviões Vought OS2U Kingfisher para observar os disparos de seus canhões. Aproximou-se até uma distância de 6,4 quilômetros do litoral às 16h10min e abriu fogo com seus canhões de 127 milímetros. A visibilidade ruim prejudicou a capacidade dos Kingfisher de observar os disparos, mas mesmo assim a embarcação abriu fogo com seus canhões principais às 16h24min. Disparou sessenta projéteis de 356 milímetros na área que tinha sido uma base de submarinos japonesa até 16h45min, momento em que a visibilidade tinha diminuído ainda mais. Recuperou então seus hidroaviões e retornou para Adak junto com o resto da frota.
O Tennessee foi enviado na manhã de 15 de agosto para bombardear Kiska novamente, agora para apoiar o desembarque de forças terrestres. Abriu fogo às 5h00min contra baterias de artilharia costeira em Pequena Kiska. Em seguida disparou com seus armas principais contra baterias antiaéreas na própria Kiska e com suas armas secundárias em uma posição de observação em Pequena Kiska. Soldados desembarcaram depois do bombardeio, descobrindo que os japoneses já tinham abandonado a ilha um mês antes. O couraçado deixou as Ilhas Aleutas e voltou para São Francisco em 31 de agosto, onde realizou exercícios de treinamento. Reabasteceu munição e suprimentos, seguindo até o Havaí para mais treinamentos. Depois disso navegou para as Novas Hébridas, onde uma frota de invasão estava se preparando para operações nas Ilhas Gilbert.

#### Ilhas Gilbert e Marshall

##### Tarawa

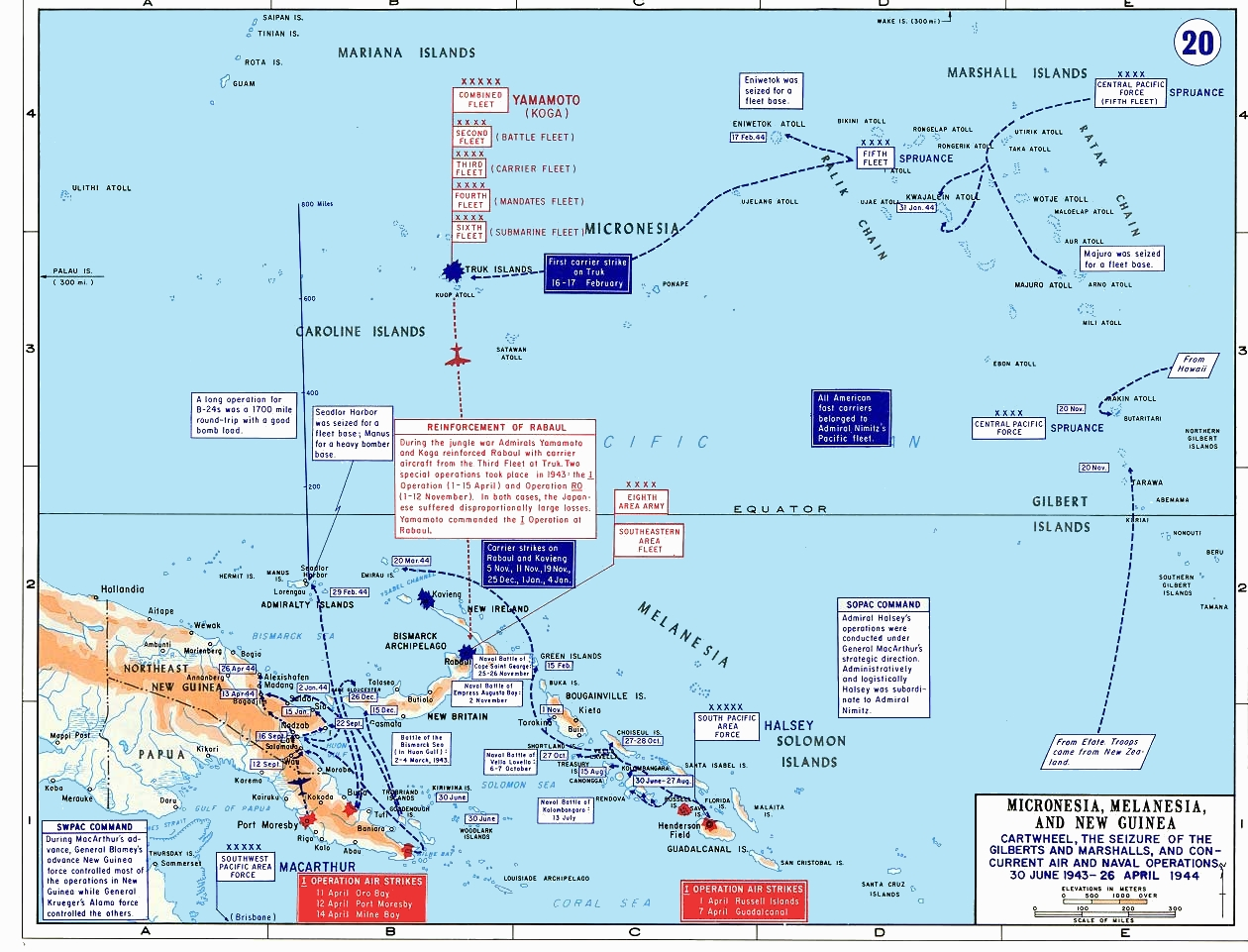
Mapa das operações Aliadas no Oceano Pacífico Central e Sul, incluindo a Campanha nas Ilhas Gilbert e Marshall e Operação Roda de Carroça

O primeiro alvo da Campanha das Ilhas Gilbert e Marshall foi a ilha de Betio, a principal posição japonesa no atol de Tarawa. A resultante Batalha de Tarawa começou em 20 de novembro, com o Tennessee e o Colorado proporcionando apoio de artilharia aos fuzileiros navais lutando em terra. O bombardeio preparatório destruiu muitas armas manejadas por duas pessoas, mas não foi o suficiente para destruir as defesas japonesas nas praias, uma lição que os Estados Unidos aprenderam e levaram em conta em batalhas seguintes. Os dois couraçados recuaram da área ao cair da noite a fim de reduzir o risco de um ataque de submarinos, retornando na manhã seguinte. Os navios proporcionaram defesa antiaérea para a frota de invasão e atacaram posições japonesas a medida que os fuzileiros pediam disparos de suporte. As duas embarcações recuaram novamente durante a noite e retornaram na manhã de 22 de novembro, momento em que os japoneses já tinham sido repelidos para uma pequena posição defensiva na extremidade oriental da ilha. O Tennessee iniciou às 9h07min um bombardeio de dezessete minutos em que disparou setenta projéteis de 356 milímetros e 322 projéteis de 127 milímetros.
Os contratorpedeiros USS Meade e USS Frazier detectaram o submarino japonês I-35 operando nas proximidades mais tarde no mesmo dia e o forçaram a emergir com cargas de profundidade. Os canhões de 127 milímetros do Tennessee juntaram-se às dos contratorpedeiros para enfrentarem o submarino, acertando-o várias vezes até o Frazier abalroar e afundar o I-35. A batalha em terra terminou no dia seguinte 23 de novembro, porém o couraçado permaneceu na área até 3 de dezembro a fim de fazer guarda contra um possível contra-ataque japonês. O Tennessee partiu naquela tarde para o Havaí, onde encontrou-se em 15 de dezembro com o Colorado e o Maryland para uma viagem a São Francisco. Lá foi pintado com uma camuflagem disruptiva e iniciou no dia 29 amplos treinamentos de bombardeio litorâneo. Partiu de volta para o Havaí em 13 de janeiro de 1944 como parte da Unidade de Tarefas 53.5.1, chegando próximo da ilha de Maui no dia 21. James Forrestal, o Subsecretário da Marinha, subiu a bordo do navio no mesmo dia e a frota partiu em 29 de janeiro em direção das Ilhas Marshall.

##### Kwajalein
A operação seguinte foi um ataque contra o atol de Kwajalein, que começou em 31 de janeiro. O Tennessee, Pennsylvania e dois contratorpedeiros formaram o grupo de bombardeio, com o primeiro ainda servindo de capitânia de Kingman. Eles se moveram para suas posições a 2,7 quilômetros de distância das ilhas de Roi-Namur e o Tennessee lançou seus Kingfishers às 6h25min, abrindo fogo às 7h01min contra casamatas e outras defesas. Seus disparos foram interrompidos por aeronaves de porta-aviões norte-americanos, que foram enfrentadas pelas baterias antiaéreas japonesas. O couraçado atirou contra essas baterias para suprimir seus disparos assim que os aviões liberaram a área. O Tennessee continuou atirando até o meio-dia, quando recuou e recuperou seus hidroaviões a fim de reabastece-los. A embarcação voltou para sua posição assim que isso foi finalizado e continuou bombardeando Roi-Namur até 17h00min, quando recuou para dar cobertura aos porta-aviões da frota de invasão.
Fuzileiros desembarcarem em cinco pequenas ilhas para garantir uma passagem para a laguna, enquanto draga-minas garantiram que o caminho de aproximação das praias estava livre para a força de invasão. O Tennessee, Colorado, o cruzador pesado USS Louisville e o cruzador rápido USS Mobile navegaram para suas posições de bombardeio ao leste de Roi-Namur em 1º de fevereiro e abriram fogo mais uma vez às 7h08min, pouco antes dos fuzileiros desembarcarem. As forças terrestres chegaram nas praias ao meio-dia e o Tennessee e os outros navios continuaram disparando em apoio ao avanço até 12h45min. Os fuzileiros rapidamente capturaram Roi, porém os defensores japoneses de Namur defenderam-se mais ferrenhamente até serem derrotados no dia seguinte. O Tennessee entrou na laguna mais tarde em 2 de fevereiro, onde o vice-almirante Raymond Spruance e o contra-almirante Richard Conolly subiram a bordo para se encontrarem com Forrestal, que mais tarde desembarcou para inspecionar o campo de batalha.

##### Enewetak
As forças norte-americanas completaram a conquista de Kwajalein em 7 de fevereiro e preparações começaram quase imediatamente para atacar o atol de Enewetak mais ao oeste. O Tennessee viajou nesse mesmo dia para a ilha de Majuro, que tinha se tornado o principal ancoradouro da frota norte-americana nas Ilhas Marshall, onde reabasteceu combustível e munição, seguindo então de volta para Kwajalein, onde a frota de invasão estava se reunindo. O navio se juntou ao Pennsylvania e Colorado em 15 de fevereiro, seguindo com a frota de invasão escoltada pela Força Tarefa de Porta-Aviões Rápidos. Cruzadores e contratorpedeiros realizaram o bombardeio inicial no dia 17 enquanto draga-minas liberavam um canal para a laguna. O Tennessee liderou os navios de transporte para dentro da laguna às 9h15min e aproximou-se do primeiro alvo da invasão, a ilha de Engebi. Pequenos elementos tomaram ilhotas próximas que seriam usadas como base para a artilharia de campo, com o couraçado mais tarde no mesmo dia usando sua bateria secundária para dar apoio à companhia de reconhecimento dos fuzileiros que ergueu boias para guiar as aeronaves de ataque no dia seguinte.
A embarcação permaneceu na lagoa durante a noite e o bombardeamento preliminar de Engebi começou às 7h00min; o Tennessee abriu fogo às 7h33min. A ilha foi rapidamente conquistada e as forças imediatamente começaram a se preparar para desembarcarem nas outras ilhas da laguna, principalmente Enewetak e Parry. Tropas desembarcaram na primeira depois de um curto bombardeio preparatório, com o Tennessee passando boa parte de 18 de fevereiro ancorando a cinco quilômetros da ilha e bombardeando posições japonesas enquanto os fuzileiros avançavam por Enewetak. Naquela noite disparou projéteis iluminadores sobre o campo de batalha a fim de impedir que infiltradores japoneses rompessem as linhas norte-americanas. Na manhã seguinte o couraçado então foi desviado para apoiar os desembarques em Parry junto com o Pennsylvania.
O Tennessee aproximou-se e ancorou a apenas 820 metros de distância da praia e abriu fogo às 12h04min, continuando a disparar do decorrer de todo o dia e até a manhã de 22 de fevereiro, cessando seus disparos apenas temporariamente durante ataques aéreos a fim de evitar acertar acidentalmente uma aeronave norte-americana. O bombardeio naval avassalou Parry, demoliu todas as suas estruturas e derrubou todas as árvores. O navio estava tão próximo da praia que suas armas antiaéreas de 40 milímetros podiam ser usadas para atacar posições japonesas. O Tennessee cessou fogo às 8h52min do dia 22 enquanto embarcações de desembarque chegaram na praia. O navio retomou o suporte de artilharia após essa breve pausa para agora dar apoio ao avanço dos fuzileiros. A guarnição da ilha foi derrotada rapidamente e Parry foi declarada segura durante a tarde. As baixas norte-americanas em Enewetak fora significativamente menores do que em Tarawa em boa parte devido ao maiores bombardeios navais. O Tennessee partiu de volta para Majuro no dia seguinte, onde se juntou aos couraçados Idaho, USS New Mexico e USS Mississippi para preparações para a próxima campanha.

#### Arquipélago de Bismarck
O Tennessee e os três couraçados da Classe New Mexico partiram em 15 de março como parte de um grupo de tarefas que também tinha dois porta-aviões de escolta e quinze contratorpedeiros. O alvo era a base japonesa em Kavieng, no norte de Nova Irlanda, Arquipélago de Bismarck. O ataque era a fase final da Operação Roda de Carroça, um plano para isolar e neutralizar a grande base japonesa em Rabaul. O ataque contra Kavieng era um despiste para uma força de fuzileiros que desembarcaria em Emirau.
As embarcações chegaram na manhã de 20 de março. A visibilidade ruim de rajadas de chuva e nuvens baixas escondeu suas aproximações, com o Tennessee lançando seus Kingfisher às 7h00min. Os navios se aproximaram até aproximadamente catorze quilômetros do litoral duas horas depois, abrindo fogo às 9h05min enquanto navegavam a uma velocidade de quinze nós (28 quilômetros por hora). Eles dispararam lentamente para não desperdiçarem munição, pois avistar os tiros era difícil devido ao clima ruim. Uma bateria de artilharia costeira atacou o Tennessee quando este aproximou-se para 6,9 quilômetros; sua bateria secundária respondeu com disparos rápidos enquanto os artilheiros japoneses tentavam encontrar a distância. Projéteis inimigos caíram próximos de seu estibordo e ele foi quase acertado várias vezes, forçando-o a acelerar para dezoito nós (33 quilômetros por hora) e aumentar a distância. O navio cessou fogo brevemente e então voltou a enfrentar a bateria por dez minutos, não sendo mais alvejado.
Os couraçados e contratorpedeiros continuaram navegando próximos de Kavieng por mais três horas, bombardeando instalações japonesas e baterias costeiras, porém a visibilidade ruim continuou a prejudicar os artilheiros. Eles cessaram fogo às 12h35min e recuaram. Nesse momento os fuzileiros já tinham desembarcado em Emirau, que não tinha sido defendida pelos japoneses. O Tennessee foi destacado da frota e retornou para Pearl Harbor, chegando em 16 de abril para sua manutenção periódica.

#### Ilhas Marianas e Palau

##### Saipã

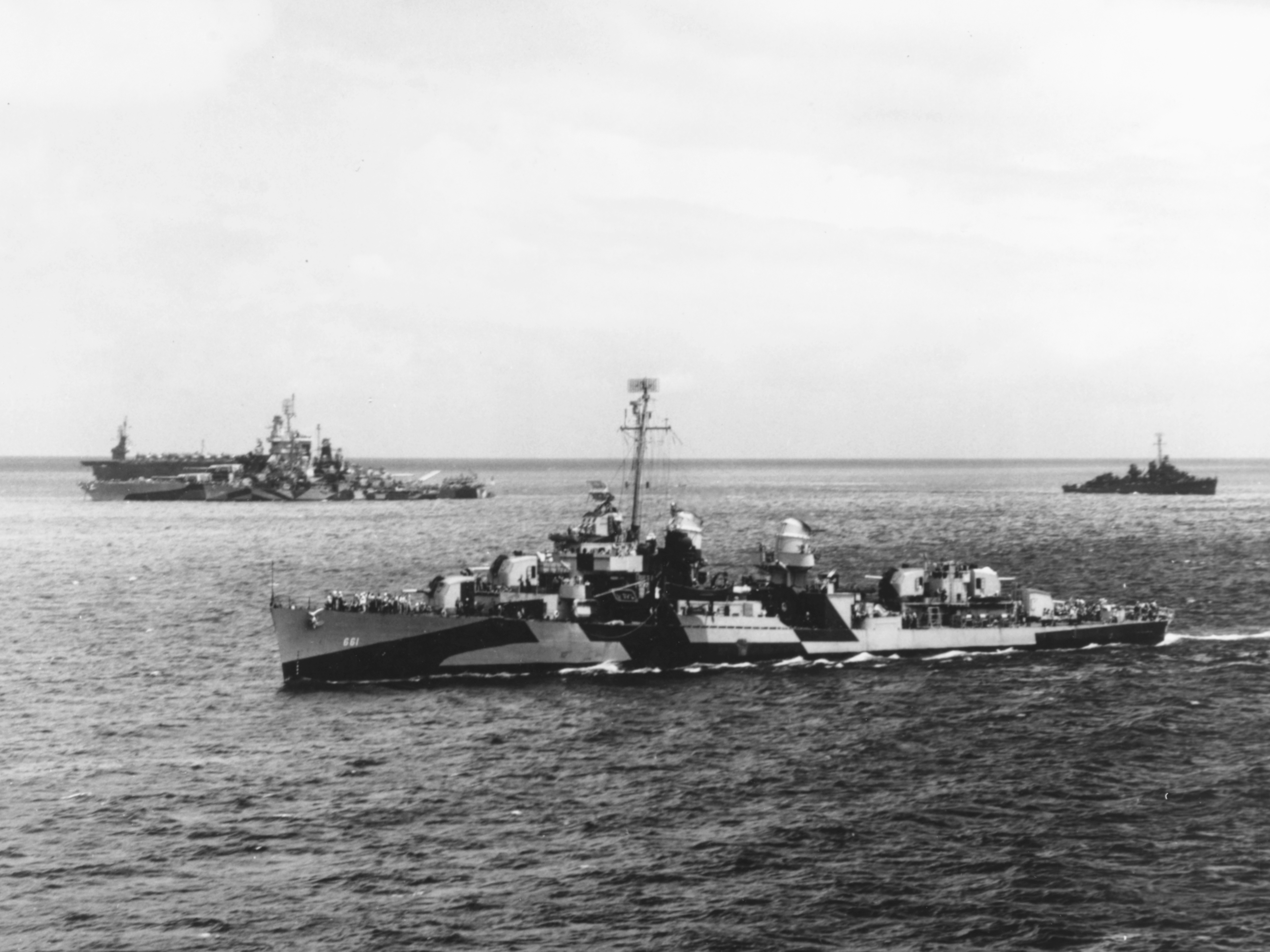
A frota de invasão deixando Roi-Namur para Saipã em 12 de junho de 1944, com o contratorpedeiro USS Kidd em primeiro plano e o Tennessee atrás e a esquerda junto com um porta-aviões de escolta e outro contratorpedeiro desconhecidos

A próxima grande operação ofensiva foi a invasão das Ilhas Marianas. A frota foi dividida em dois grupos, a Força Tarefa 52 que atacaria Saipã e Tiniã, e a Força Tarefa 53 que atacaria Guam. O Tennessee juntou-se ao primeiro no Grupo de Tarefas 52.17, sob o comando do contra-almirante Jesse B. Oldendorf, que também incluía o California, Colorado e Maryland. A Força Tarefa 52 se reuniu no Havaí em maio e realizou treinamentos próxima de Maui e Kahoʻolawe, seguindo então para as Ilhas Marshall. A força partiu em 10 de junho para a operação, chegando em Saipã três dias depois. O Tennessee e o resto do Grupo de Tarefas 52.17 começaram sua aproximação às 4h00min de 14 de junho com o objetivo de bombardear posições na ilha; os primeiros disparos ocorreram às 5h39min e o couraçado abriu fogo alguns minutos depois. Ele bombardeou defesas na praia que estavam atacando os draga-minas limpando caminhos para as embarcações de desembarque na extremidade sudoeste da ilha. O Tennessee tentou mais tarde na mesma manhã suprimir artilharias japonesas em Tiniã que tinham atacado o grupo de bombardeio e acertado o California e o contratorpedeiro USS Braine. Em seguida voltou a se focar na zona de desembarque, cessando fogo às 13h31min e recuando. Passou a noite ao oeste da ilha.
A frota de invasão moveu-se para sua posição na madrugada de 15 de junho e o Grupo de Tarefas 52.17 começou o bombardeio às 4h30min. Entretanto, o Tennessee só foi abrir fogo às 5h40min, lançando uma barragem com suas armas principais, secundárias e de 40 milímetros a uma distância de 2,7 quilômetros. Todas as embarcações cessaram fogo às 6h30min para permitir que aeronaves de porta-aviões fizessem seus ataques por trinta minutos. O Grupo de Tarefas 52.17 abriu fogo novamente às 7h00min e continuou atirando até 8h12min, quando barcos de desembarque começaram a seguir para o litoral. O Tennessee permaneceu enquanto isso ao sul da zona de desembarque, proporcionando disparos de suporte para o avanço dos fuzileiros. Uma bateria japonesa de canhões de 120 milímetros escondida em uma caverna em Tiniã abriu fogo contra o couraçado e o acertou três vezes, incapacitando uma de suas torres secundárias e iniciando um pequeno incêndio. Oito tripulantes foram mortos e outros 25 feridos. O navio mesmo assim permaneceu em posição dando apoio aos fuzileiros até o período da tarde, quando recuou para realizar reparos temporários e proteger transportes de tropas dos esperados contra-ataques japoneses. Ele enfrentou um grupo de quatro bombardeiros de mergulho que atacaram a frota, mas não acertou nenhum.
O Tennessee voltou para a praia de invasão na manhã seguinte a fim de retomar seus deveres de artilharia de suporte, continuando nesta função até 17 de junho, ajudando a limpar o caminho para o avanço norte-americano em terra e quebrando contra-ataques inimigos. Spruance nesse momento tinha sido informado que uma frota de porta-aviões japoneses estava se aproximando, assim os navios se reorientaram para enfrentarem a ameaça; o Tennessee e os outros couraçados mais antigos posicionaram-se para protegerem os navios de transporte da tropa. Os porta-aviões de Spruance derrotaram os japoneses na resultante Batalha do Mar das Filipinas, em que o Tennessee não participou. A embarcação reabasteceu em 20 de junho ao leste de Saipã e voltou para a ilha no dia seguinte para continuar seus bombardeios. Ele partiu dois dias depois de volta para Enewetak, onde se encontrou com navio de reparos USS Hector para passar por reparos permanentes dos danos que havia sofrido na ação em Saipã.

##### Guam e Tiniã

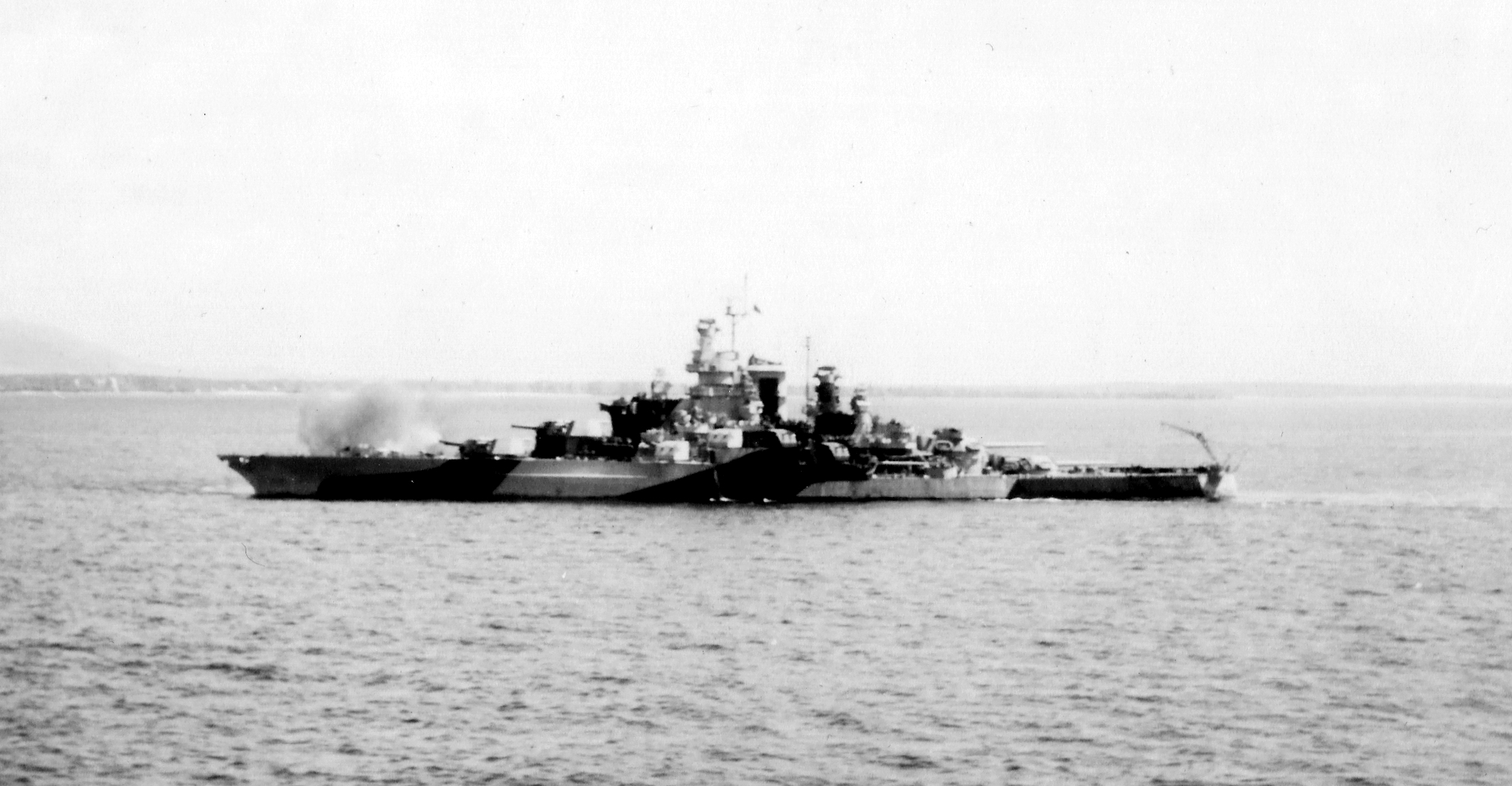
O Tennessee bombardeando Guam em 20 de julho de 1944

O couraçado permaneceu em Enewetak até 16 de julho, partindo então com o California como parte do Grupo de Tarefas 53.5, a força de bombardeio para a invasão de Guam. Chegaram três dias depois e juntaram-se ao bombardeio na manhã de 20 de julho, que já tinha começado doze horas antes. O Grupo de Tarefas 53.5 atacou posições japonesas ao redor da ilha durante o dia inteiro. O bombardeio prosseguiu pela manhã seguinte enquanto forças terrestres desembarcavam. O Tennessee recuou mais tarde no mesmo dia e voltou para Saipã em 22 de julho a fim de reabastecer suas munições. Tiniã foi a próxima a ser atacada, com o Tennessee chegando cedo na manhã seguinte como parte do bombardeio diversionista que tinha a intenção de enganar os japoneses sobre onde os desembarques ocorreriam. O navio bombardeou o litoral sudoeste pela manhã e tarde até recuar à noite.
O Tennessee voltou para Tiniã em 24 de julho, desta vez navegando pelo litoral noroeste da ilha junto do California, Louisville e vários contratorpedeiros. O grupo de bombardeio atacou a partir de uma distância de 2,3 quilômetros de 5h32min até 7h47min, momento em que os fuzileiros realizaram seu ataque contra a praia. Os navios permaneceram na posição até o dia 26 proporcionando suporte para as tropas enquanto enfrentavam os defensores japoneses. O Tennessee e o California avassalaram o vilarejo de San Jose com 480 projéteis de 356 milímetros e oitocentos de 127 milímetros. O Tennessee foi para Saipã em 27 de julho a fim de reabastecer munições, retornando no dia seguinte para mais bombardeios. Foi mais uma vez reabastecer munição em Saipã em 29 de julho e retomou seus bombardeios no dia seguinte. Um de seus Kingfisher colidiu acidentalmente com um avião de reconhecimento Stinson L-5 Sentinel dos fuzileiros naquela mesma manhã, fazendo ambos caírem e matando suas tripulações. O confronto terrestre continuou até 31 de julho e o Tennessee cessou fogo às 8h30min. Fez uma parada em Saipã e então voltou para Guam, onde a batalha ainda estava em andamento,  proporcionando bombardeios de suporte até 8 de agosto.

##### Angaur

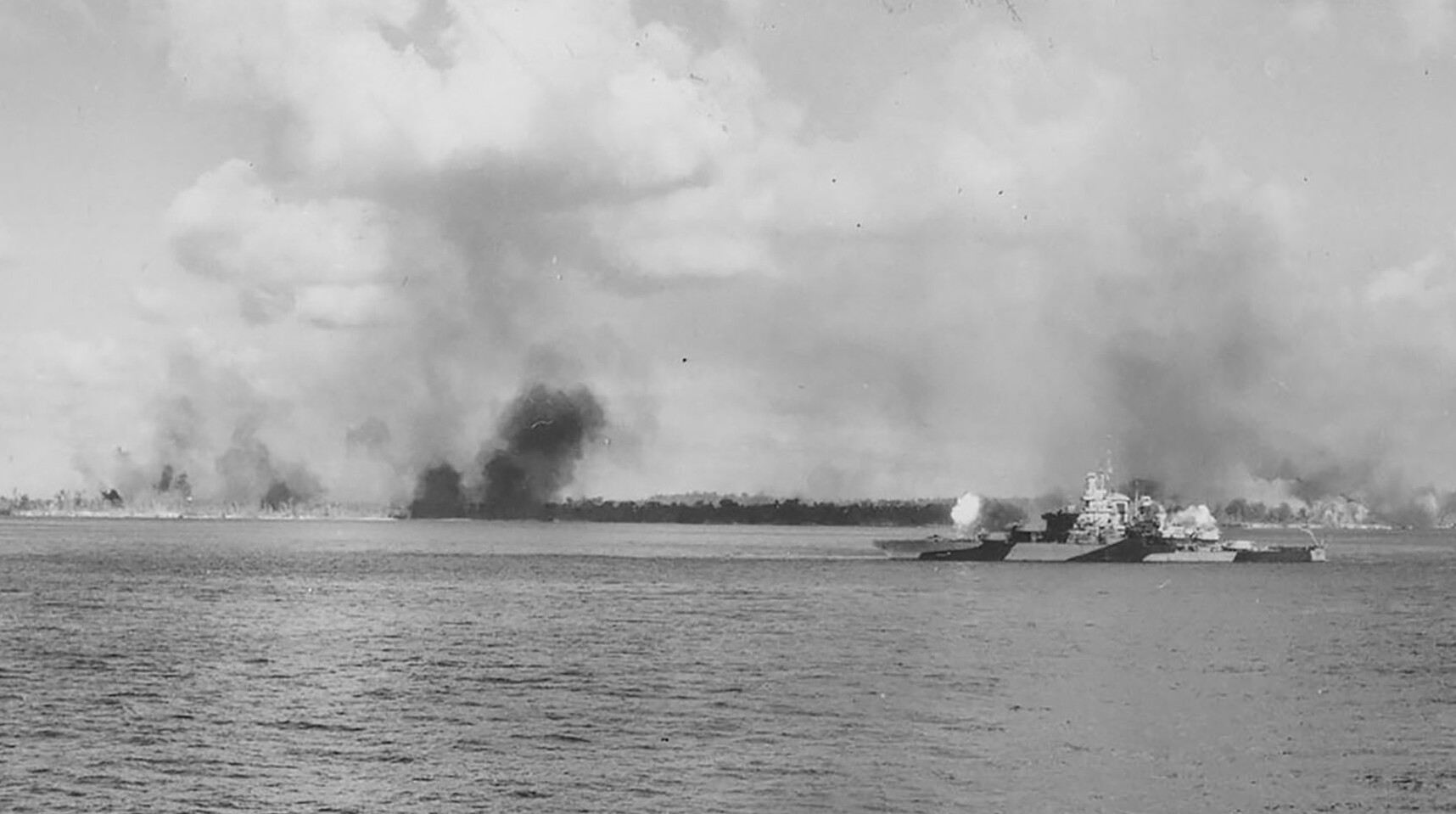
O Tennessee bombardeando Angaur em setembro de 1944

O navio partiu em com o California e Louisville seguindo para Enewetak e depois Espírito Santo nas Novas Hébrides, chegando em 24 de agosto. Prosseguiu para Tulagi, onde participou de treinamentos de ataque anfíbio. A grande operação seguinte seria a reconquista das Filipinas, porém o alto comando decidiu que antes as ilhas de Peleliu e Angaur deveriam ser invadidas antes com o objetivo garantir o flanco sul e capturar Kossol como uma base. O Tennessee foi designado para a força encarregada de tomar Angaur.
O grupo de bombardeio era formado pelo Tennessee e Pennsylvania, quatro cruzadores e cinco contratorpedeiros, iniciando o bombardeio preparatório na manhã de 12 de setembro. A embarcação abriu fogo com suas baterias principal e secundária às 6h32min a uma distância de treze quilômetros, aproximando-se até 3,4 quilômetros à medida que as defesas japonesas eram destruídas, o que permitiu que suas armas de 40 milímetros também abrissem fogo. O couraçado depois recebeu ordens para destruir um grande farol de pedra a fim de impedir que os japoneses o usassem como um posto de observação, porém a estrutura permaneceu de pé mesmo depois de ser atingida três vezes, assim o Tennessee foi atacar outros alvos. Os navios mais os repetidos ataques aéreos vindos de porta-aviões acertaram as posições japonesas ao redor da ilha por cinco dias. Draga-minas abriram canais para as praias de invasão no litoral oeste de Angaur.
O Tennessee foi destacado durante o bombardeio de 15 de setembro para seguir até a vizinha Peleliu a fim de contribuir com os bombardeios em suporte aos desembarques no local. Voltou para Angaur no dia seguinte e retomou seus bombardeios. O couraçado tinha a intenção de finalmente demolir o foral, porém enquanto girava suas torres para mirar no alvo o cruzador rápido USS Denver disparou uma barragem de 152 milímetros que destruiu o edifício. Tropas terrestres desembarcaram em 17 de setembro e o Tennessee proporcionou disparos de suporte pelos dois dias seguinte. A infantaria norte-americana encontrou pouca resistência e toda guarnição japonesa foi destruída até o dia 20, permitindo que o couraçado recuasse e fosse para Kossol, onde reabasteceu munição e combustível. Ele partiu em 28 de setembro para Manus, nas Ilhas do Almirantado, para iniciar preparações para a campanha das Filipinas. O contra-almirante Theodore E. Chandler substituiu Kingman como o comandante da Divisão de Couraçados 2.

#### Filipinas

##### Leyte
O Tennessee partiu para as Filipinas em 12 de outubro como parte da Sétima Frota, comandada pelo vice-almirante Thomas C. Kinkaid. A frota levava consigo dois corpos do Exército dos Estados Unidos que desembarcariam no litoral leste de Leyte. O Tennessee, California e Pennsylvania foram designados para apoiar o corpo que desembarcaria em Dulag, ainda parte do grupo de bombardeio de Oldendorf. Draga-minas começaram operações para limpar caminhos no Golfo de Leyte em 17 de outubro e Oldendorf moveu sua força para dentro do golfo na manhã seguinte. Os navios navegaram lentamente porque os draga-minas ainda não tinham finalizado suas tarefas. Chegaram em suas posições de bombardeio na madrugada de 19 de outubro e todos iniciaram o bombardeio às 6h45min, durando o dia inteiro. Entretanto, isto praticamente não causou reação alguma nos japoneses, com exceção de um único avião bombardeiro. As embarcações recuaram ao cair da noite e assumiram suas posições noturnas fora do golfo.
O Tennessee voltou ao golfo na manhã seguinte e abriu fogo às 6h00min, inicialmente tendo como alvo as praias de desembarque. As tropas terrestres começaram suas corridas para as praias três horas e meia depois, desembarcando soldados por volta das 10h00min. O Tennessee e os outros navios passaram a disparar mais para o interior da ilha a fim de atrapalhar contra-ataques japoneses e preparar o caminho para o avanço das tropas. Os desembarques em Leyte levaram à ativação da Operação Shō-Gō 1, um complicado contra-ataque japonês que envolvia três frotas separadas convergindo nas posições Aliadas. Enquanto isso o Tennessee continuou próximo das praias, porém a resistência japonesa não necessitou de uma artilharia tão pesada, já os ataques aéreos mantiveram o couraçado ocupado proporcionando defesa antiaérea para a frota. O navio de transporte USS War Hawk colidiu acidentalmente com o Tennessee na noite de 21 de outubro no meio de uma cortina de fumaça. O couraçado não foi danificado e não houve feridos. As operações continuaram sem incidentes pelos dias seguintes, porém no dia 24 chegaram informações de que uma frota japonesa estava se aproximando.

##### Estreito de Surigao

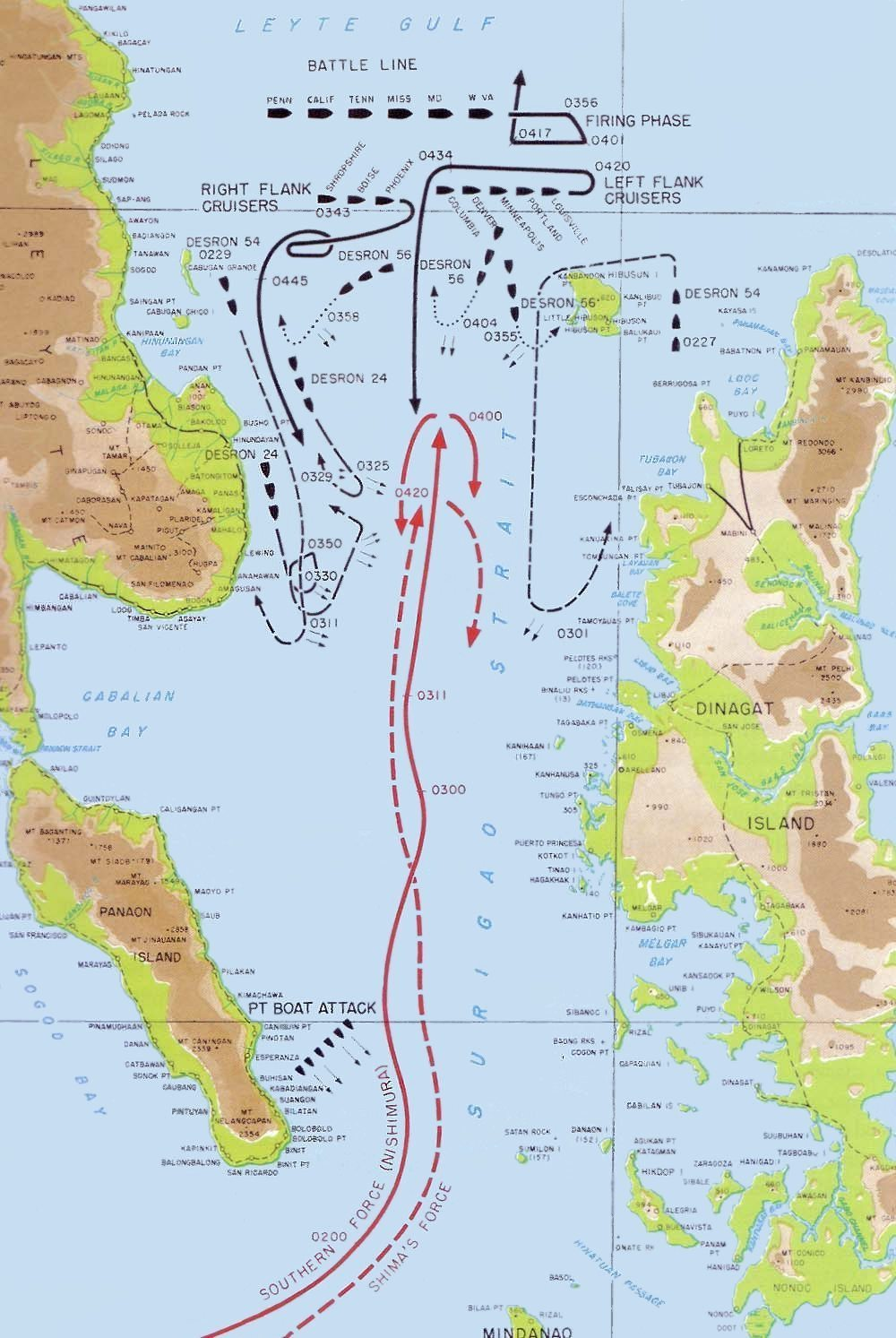
Movimentos das forças norte-americanas (preto) e japonesas (vermelho) na Batalha do Estreito de Surigao em outubro de 1944

Os relatórios de aproximação de uma força japonesa fizeram os navios de Oldendorf se prepararem para uma batalha na saída do Estreito de Surigao. Havia seis couraçados, oito cruzadores e 28 contratorpedeiros. A Força Sul do vice-almirante Shōji Nishimura navegou pelo estreito para atacar a frota de invasão no Golfo de Leyte; ele tinha a sua disposição a Divisão de Couraçados 2, formada pelos couraçados Yamashiro e Fusō, o cruzador pesado Mogami e quatro contratorpedeiros, mais a Segunda Força de Ataque do vice-almirante Kiyohide Shima, que tinha os cruzadores pesados Nachi e Ashigara, o cruzador rápido Abukuma e quatro contratorpedeiros. A Força Sul atravessou o Estreito de Surigao na noite de 24 de outubro, sendo atacados por barcos patrulha torpedeiros e contratorpedeiros norte-americanos, iniciando a Batalha do Estreito de Surigao. Um contratorpedeiro torpedeou o Fusō e o inutilizou, porém os outros navios seguiram em frente.
Observadores no Tennessee avistaram os flashes das embarcações menores atacando os japoneses, com seu radar captando os navios inimigos às 3h02min já do dia 25 a uma distância de quarenta quilômetros. Oldendorf deu ordem para abrir fogo às 3h51min e o West Virginia abriu fogo uma minuto depois, seguido pelo Tennessee e California, concentrando seus disparos no Yamashiro. Os outros couraçados norte-americanos tiveram dificuldades em localizar os navios devido a seus radares mais antigos e menos confiáveis, segurando seus disparos. O Tennessee disparou seis salvos em uma tentativa de economizar seu estoque limitado de projéteis perfurantes. O Yamashiro e Mogami foram rapidamente atingidos, sofrendo danos sérios. Eles viraram por volta das 4h00min para recuarem, ambos em chamas.
Os couraçados da linha de batalha então receberam ordens para virarem 150 graus a estibordo, porém o California se confundiu e virou incorretamente, passando na frente do Tennessee. Os dois navios quase colidiram no meio da confusão e o California bloqueou a visão do Tennessee, impedindo-o de disparar durante vários minutos. O Tennessee atirou um último salvo às 4h08min contra as embarcações japonesas em retirada. Relatórios de torpedos japoneses na água fizeram com que as embarcações norte-americanas virassem para o norte às 4h18min para evitá-los. O Tennessee disparou ao todo 69 projéteis perfurantes no decorrer de doze minutos de batalha.
Enquanto isso, a Força Central japonesa sob o comando do vice-almirante Takeo Kurita tinha atravessado o Estreito de San Bernardino sem ser detectada e entrou no Golfo de Leyte na madrugada do dia 25. Eles atacaram a Unidade de Tarefas 77.4.3, formada por porta-aviões de escolta e contratorpedeiros de escolta, que estava protegendo a frota de invasão, iniciando a Batalha de Samar e fazendo o contra-almirante Clifton Sprague, oficial comandante da Unidade de Tarefas 77.4.3, a fazer perdidos desesperados por ajuda. Oldendorf imediatamente colocou seus navios no curso para se juntar à batalha, sendo no caminho alvo de ataques aéreos. A Força Central já tinha recuado quando o grupo de bombardeio chegou, com Kurita tendo sido convencido pela resistência ferrenha da Unidade de Tarefas 77.4.3 que esta enfrentando uma força muito mais poderosa. Oldendorf foi promovido a vice-almirante após a batalha e foi nomeado o comandante da Esquadra de Couraçados 1, mas manteve o Tennessee como sua capitânia.
O couraçado pouco atuou pelos dias seguintes, com exceção de se defender de alguns ataques aéreos de aeronaves de terra. Ele recebeu ordens em 29 de outubro para retornar ao Estaleiro Naval de Puget Sound a fim de passar por reformas. Partiu no mesmo dia com o West Virginia, Maryland e quatro cruzadores, parando no meio do caminho em Pearl Harbor. O almirante Chester W. Nimitz, Comandante Chefe da Frota do Pacífico, visitou o Tennessee no Havaí e parabenizou sua tripulação pelo trabalhos nas campanhas anteriores. Chegou em Puget Sound em 26 de novembro e entrou em uma doca seca. Além de sua manutenção periódica, o navio recebeu novos radares de controle de disparo, incluindo novas versões do radar Marco 8 para sua bateria principal e Marco 12/22 para sua bateria secundária. Um novo radar de varredura aérea SP foi instalado a fim de melhorar suas capacidades antiaéreas, enquanto uma nova camuflagem cinza escuro foi pintada para que o Tennessee ficasse menos óbvios para os pilotos kamikazes, que tinham começado a aparecer nas Filipinas. Os trabalhos terminaram no início de 1945 e a embarcação partiu em 2 de fevereiro para reencontrar com a frota.

#### Ilhas Vulcano e Ryūkyū

##### Iwo Jima

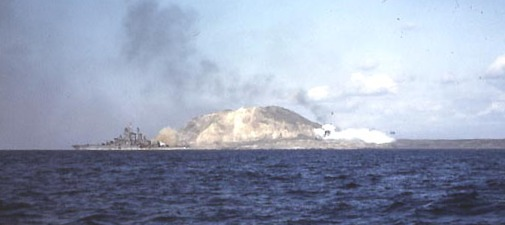
O Tennessee bombardeando Iwo Jima em 19 de fevereiro de 1945

O Tennessee parou em Pearl Harbor e depois em Saipã no caminho de volta ao grupo de bombardeio, agora comandando pelo contra-almirante William H. P. Blandy, para a próxima invasão em Iwo Jima. Os navios chegaram na ilha em 16 de fevereiro e se dispersaram ao seu redor. A visibilidade ruim por rajadas de chuva prejudicou os esforços de direcionamento de disparos, que começaram às 7h07min e prosseguiram pelo decorrer do dia, pois Blandy tinha ordenado que as embarcações disparassem apenas quando suas aeronaves observadoras pudessem enxergar os impactos para não gastarem munição. O Tennessee ficou encarregado de bombardear a extremidade sudeste de Iwo Jima e o Monte Suribachi, onde os japoneses tinham instalado uma bateria de armas grandes que o couraçado deveria neutralizar. O clima melhorou no dia seguinte, permitindo que os navios realizassem bombardeios mais eficazes. O Tennessee, Idaho e o couraçado USS Nevada abriram fogo a uma distância de 9,1 quilômetros e aproximaram-se até 2,7 quilômetros, atacando alvos ao redor da ilha por duas horas até cessarem fogo às 10h25min. Equipes de Demolição Subaquática foram limpar as praias de obstáculos e fazer o reconhecimento das zonas de desembarque. Dezenas de canhões japoneses saíram de suas cavernas de proteção e bunkers e atacaram essas equipes, forçando-os a recuar enquanto o grupo de bombardeio voltou a disparar. O Tennessee embarcou feridos para serem tratados em sua enfermaria.
O couraçado continuou com seu bombardeio em 18 de fevereiro; no decorrer de dois dias ele destruiu várias posições defensivas inimigas e depósitos de munição, iniciando vários incêndios ao redor da ilha. Os transportes de tropas chegaram na área no dia seguinte e preparações começaram para o desembarque dos fuzileiros. O Tennessee e o resto do grupo de bombardeio, reforçados pelos couraçados rápidos USS North Carolina e USS Washington e três cruzadores, começaram com disparos lentos e deliberados contra as praias de invasão. O fogo cessou temporariamente para permitir ataques de aeronaves de porta-aviões, com as embarcações retomando um bombardeio pesado em seguida. As baterias principais dos navios cessaram fogo pouco antes dos fuzileiros chegarem nas praias às 9h00min, deixando apenas suas baterias secundárias para liberarem um caminho para as tropas. Os fuzileiros foram pedindo ajuda ao Tennessee e aos outros navios à medida que encontravam posições e defesas japonesas.
O Tennessee operou próximo da ilha pelas duas semanas seguintes, proporcionando os disparos pedidos pelos fuzileiros e lançando projéteis iluminadores durante a noite. Os navios do grupo de bombardeio experimentaram com miras telescópicas a fim de mirar suas armas individualmente, o que mostrou-se particularmente eficaz na destruição de alvos como artilharias japonesas. O couraçado recuou da área em 7 de março, tendo disparado aproximadamente 1 370 projéteis de 356 milímetros, 6 380 projéteis de 127 milímetros e 11 481 projéteis de 40 milímetros. Ele recuou para a grande base de Ulithi a fim de reabastecer munição e suprimentos para o próximo ataque contra Okinawa.

##### Okinawa

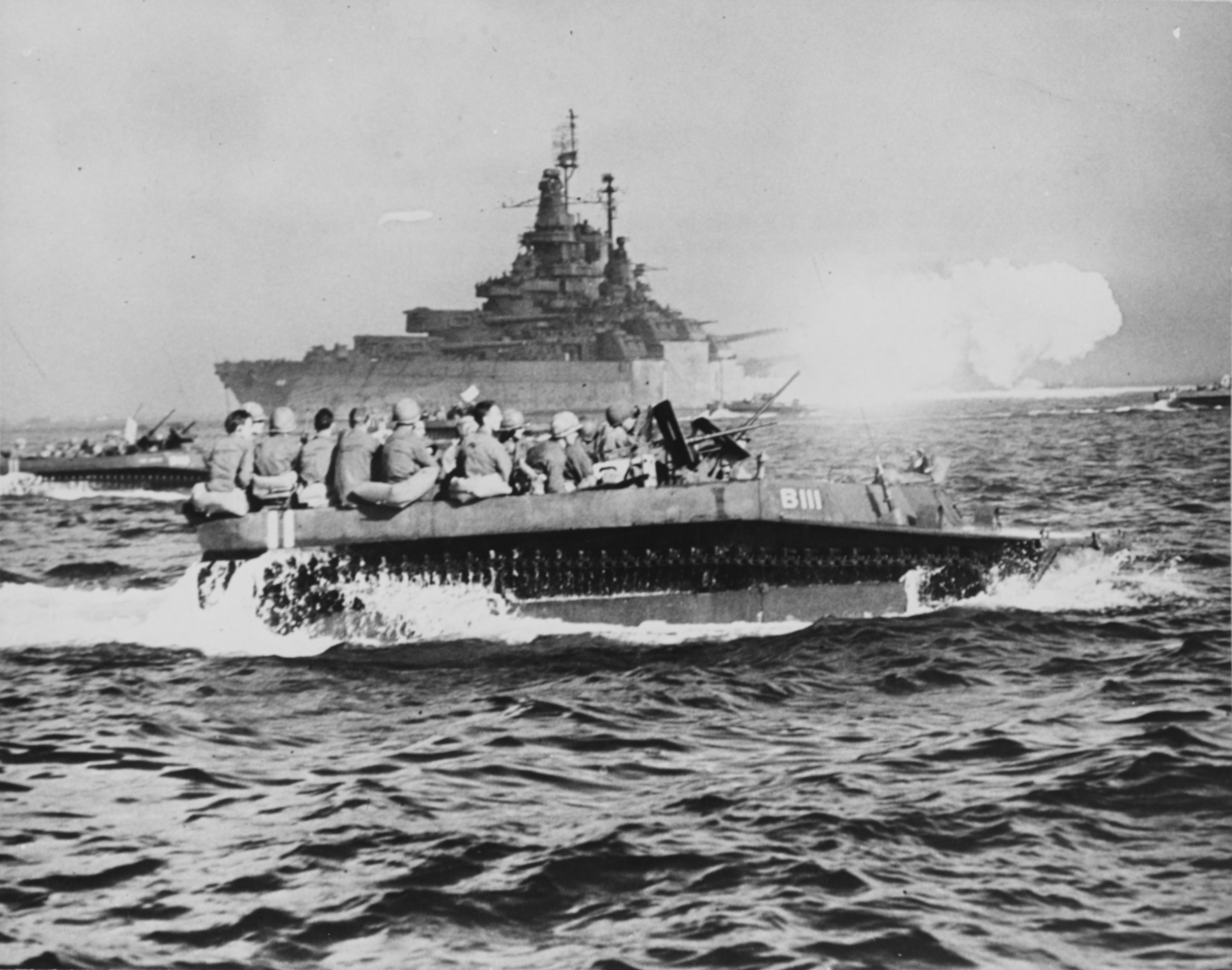
O Tennessee bombardeando Okinawa em 1º de abril de 1945 enquanto um veículo transporta tropas para a invasão

O contra-almirante Morton Deyo, o novo comandante do grupo de bombardeio, redesignado como Força Tarefa 54, subiu a bordo do Tennessee em 15 de março em Ulithi. A força partiu em 21 de março e seguiu para as Ilhas Ryūkyū, tendo as Ilhas Kerama como alvo; estas eram um pequeno grupo que seriam usadas como base de operações para o ataque principal contra Okinawa. O grupo de bombardeio era agora formado pelo Tennessee, Nevada, New Mexico, Idaho, Colorado, Maryland e West Virginia, os antigos couraçados USS Arkansas, USS New York e USS Texas, mais dez cruzadores e 32 contratorpedeiros e contratorpedeiros de escolta, chegando cinco dias depois. As embarcações abriram fogo a longa distância, pois os draga-minas ainda não tinham liberado a área de minas. Um grupo de kamikazes atacou a frota no dia seguinte, com um caindo perto do Tennessee sem danificá-lo.
Os tradicionais bombardeios preparatórios precederam os desembarques em Okinawa, que começaram em 1º de abril. Diferentemente de ataques anteriores, os fuzileiros e os navios não enfrentaram oposição imediata, pois os japoneses queriam manter a frota na posição o máximo possível para os kamikazes. O primeiro grande ataque japonês ocorreu em 12 de abril. O Tennessee ficou sob o ataque de cinco aeronaves, todos tendo sido abatidos antes de acertarem o couraçado, porém eles desviaram a atenção de seus artilheiros, permitindo que um bombardeiro de mergulho Aichi D3A se aproximasse em baixa altitude em direção da ponte do Tennessee. Sua bateria antiaérea leve abriu fogo e conseguiu danificar o D3A, porém não foi suficiente para impedi-lo de bater em sua ponte de sinalização por volta das 14h50min. O impacto destruiu uma montagem de 40 milímetros e diretórios de disparo das armas de 20 milímetros, também jogando combustível sobre a área. O avião levava uma bomba de 110 quilogramas que penetrou o convés e explodiu. O kamikaze matou entre 22 e 25 tripulantes e feriu entre 104 e 107.

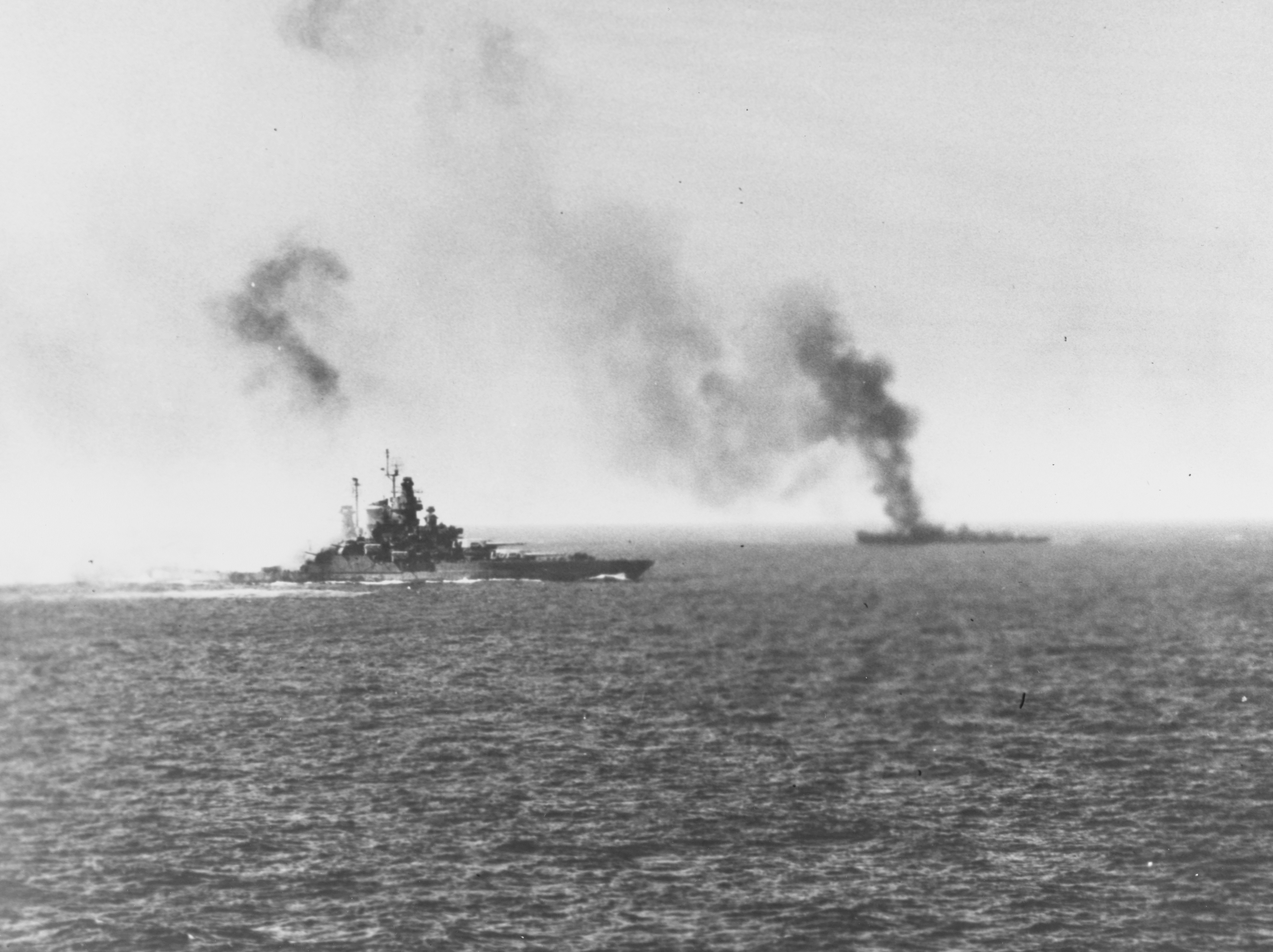
O Tennessee e o contratorpedeiro em 12 de abril de 1945 depois de ambos serem atingidos por kamikazes

O Tennessee e o Idaho foram atacados por submarino durante a noite, mas conseguiram desviar por pouco dos torpedos. Os feridos do ataque kamikaze foram transferidos para o navio de evacuação USS Pinkney e os mortos foram sepultados no mar no dia seguinte. Reparos emergenciais foram realizados e o couraçado voltou para a linha de frente em 14 de abril, permanecendo por duas semanas. Deyo transferiu sua capitânia para um cruzador em 1º de maio e o Tennessee foi destacado para passar por reparos em Ulithi, que foram realizados pelo navio de reparos USS Ajax. Placas danificadas na superestrutura foram cortadas e substituídas, enquanto novas armas antiaéreas foram instaladas no lugar daquelas destruídas. Os reparos terminaram em 3 de junho e o navio voltou para Okinawa, chegando seis dias depois. A campanha estava em seus últimos estágios e o Tennessee contribuiu com seu poderio de fogo nos esforços pelos dias seguintes, bombardeando posições japoneses até 21 de junho, quando a ilha foi declarada conquistada.
Oldendorf foi colocado no comando das forças navais na área e fez do Tennessee sua capitânia. A embarcação partiu em 23 de junho para patrulhas pelo Mar da China Meridional à procura de navios mercantes japoneses. Participou de uma incursão no estuário do rio Yangtzé, próximo de Xangai na China, entre 26 e 28 de julho, ao mesmo tempo que porta-aviões atacaram alvos japoneses na China. Os navios de Oldendorf fizeram uma rápida incursão contra a ilha Wake e então voltaram para o Mar da China Meridional, iniciando as preparações para a planejada invasão japonês. Entretanto, o Japão se rendeu em 15 de agosto e a guerra terminou.

### Pós-guerra
O Tennessee foi inicialmente encarregado de dar cobertura para o desembarque de tropas de ocupação na região de Wakayama, chegando em 23 de setembro. Seguiu então para Yokosuka, onde sua tripulação inspecionou uma das principais bases navais japonesas. O navio partiu para Singapura em 16 de outubro, com Oldendorf transferindo sua capitânia para o cruzador rápido USS Springfield. O Tennessee prosseguiu para o Oceano Índico, passou pelo Cabo da Boa Esperança e atravessou todo o Oceano Atlântico até o Estaleiro Naval da Filadélfia, onde chegou em 7 de dezembro. Ele foi forçado a fazer essa rota porque as protuberâncias antitorpedo adicionadas em sua reconstrução de 1943 deixaram sua boca muito grande para que pudesse passar pelo Canal do Panamá. No decorrer de toda a guerra, o Tennessee disparou 9 347 projéteis de sua bateria principal, 46 341 projéteis de sua bateria secundária e mais de cem mil projéteis de sua bateria antiaérea. Foi condecorado com dez estrelas de batalha por seu serviço.
O couraçado foi designado para o Grupo da Filadélfia da Décima Sexta Frota, uma formação para inativação. A Marinha dos Estados Unidos iniciou logo depois do fim da guerra uma enorme redução de sua força para se ajustar ao período de paz. O Tennessee nesse momento tinha quase trinta anos de idade, mas mesmo assim foi considerado útil o suficiente para que fosse designado em 1946 para a Frota de Reserva. Consequentemente, ele precisaria ser preservado para ser mantido em boa condição, porém o grande número de embarcações que precisavam passar pelo mesmo trabalho atrasou o processo, assim o Tennessee só ficou pronto para ser formalmente descomissionado em 14 de fevereiro de 1947. Ele permaneceu inativo na reserva por doze anos, com a marinha por fim decidindo que não tinha mais valor como navio de guerra, assim foi removido do registro naval em 1º de março de 1959. Foi vendido para a Bethlehem Steel em 10 de julho, rebocado para Baltimore dezesseis dias depois e desmontado.